# Цендели, Лирим
Лирим Цендели (нем. Lirim Zendeli; род. 18 октября 1999, Бохум, Германия) — немецкий автогонщик. Чемпион ADAC Формулы-4 в сезоне 2018 года.

## Карьера
Лирим Цендели начал свою карьеру в картинге в 10 лет. Под эгидой ADAC Kart Masters в 2014 году выиграл класс KF Junior. В сезоне 2016 года Цендели перешёл в ADAC Формулу-4, где стал чемпионом в сезоне 2018 года. В сезоне Формулы-3 2019 года Лирим выступал за команду Sauber Junior Team by Charouz. В сезоне Формулы-3 2020 года выступал за Trident Racing. В сезоне Формулы-2 2021 года Цендели выступал за команду MP Motorsport.
Цендели был вынужден досрочно завершить участие в сезоне Формулы-2 2021 года по финансовым причинам. Он пропустил два последних этапа чемпионата мира в Джидде и Абу-Даби. Лирим закончил сезон на 17-м месте в личном зачёте.
В сезоне 2022 года Цендели снова выступил в Формуле-3 за команду Charouz Racing System, заменив на этапе в Барселоне Давида Шумахера, который изначально должен был заменить там Айртона Симмонса. Кроме того, Лирим выступил на этапе Формулы-2 на трассе Спа-Франкоршам за команду Campos Racing, поскольку Олли Колдуэлл был дисквалифицирован на одну гонку из-за того, что ранее набрал двенадцать штрафных баллов.